# Hexatoma aurata
Hexatoma aurata là một loài ruồi trong họ Limoniidae. Chúng phân bố ở miền Tân bắc.